# Малахов, Виталий Павлович
Вита́лий Па́влович Мала́хов (7 мая 1940, станица Усть-Лабинская — 3 мая 2017, Усть-Лабинск) — тракторист, полный кавалер ордена Трудовой Славы (1983).

## Биография
Родился в 1940 году. После окончания школы работал в колхозе. В 1959—1962 годах служил в Советской Армии. Демобилизовавшись, вернулся на родину, где окончил училище механизации сельского хозяйства и работал сначала помощником комбайнёра, а затем комбайнёром в колхозе «Кубань».
С 1968 года Малахов работал в бригаде дважды Героя Социалистического Труда Михаила Клепикова. Освоив ряд моделей тракторов и комбайнов, он вместе со своими товарищами регулярно получал рекордные урожаи.
Указом Президиума Верховного Совета СССР от 14 февраля 1975 года Малахов был награждён орденом Трудовой Славы 3-й степени, 23 декабря 1976 года — 2-й степени, 7 января 1983 года — 1-й степени. Стал первым в Краснодарском крае полным кавалером ордена Трудовой Славы, также награждён рядом медалей.
Проживал в родном городе. Умер 3 мая 2017 года.
Почётный гражданин города Усть-Лабинска.